# Термінал (гідротранспортна система)
Термінал (рос. терминал, англ. terminal, terminus; нім. Terminal n) - у гідротранспортних системах — комплекс обладнання на початку і в кінці трубопровода. 

Елементи гідротранспортної системи: 1 - головний термінал; 2 - трубопровідна магістраль з насосними станціями і апаратурою блокування; 3 - приймальний термінал

Відповідно розрізняють:
- - Головний термінал — початок системи, де продукт дробиться, подрібнюється, готується гідросуміш і впускається в лінію. Тут розміщуються складські споруди та головна насосна станція;
  - Кінцевий термінал, приймальний термінал (заключний комплекс) — комплекс споруд, апаратів, пристроїв та іншого обладнання, призначений для приймання гідросуміші після гідротранспорту, зберігання її та обробки відповідно до вимог споживача.